# Antichloris steinbachi
Antichloris steinbachi är en fjärilsart som beskrevs av Rothschild 1912. Antichloris steinbachi ingår i släktet Antichloris och familjen björnspinnare. Inga underarter finns listade i Catalogue of Life.